# Unzer (Adelsgeschlecht)

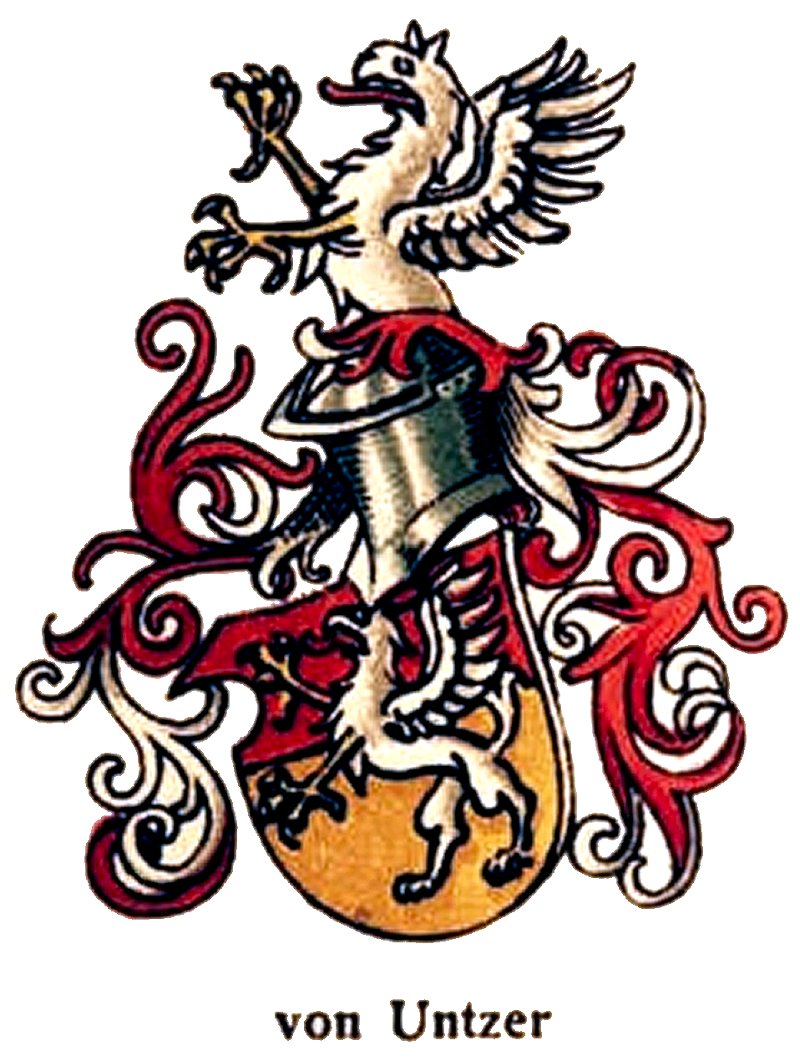
Wappen derer Untzer (Unzer)

Unzer (andere Schreibweisen: Untzeri, Unzerus, Untzer, und Unser) ist der Name eines alten Halleschen Pfännergeschlechts, das als Teil der städtischen Aristokratie (Patrizier, auch Patricio Halensi genannt) der Salzjunker oder Pfänner auch den Salzgraf stellte. Die Familie konnte sich in den Jahrhunderten u. a. nach Hamburg, Brandenburg, Berlin, Baltikum, Westfalen, Baden und Bayern ausbreiten, einzelne Zweige bestehen bis heute fort.

## Geschichte
Die Familie dieses Namens scheint aus dem Herzogtum Pommern nach Halle eingewandert zu sein und wurde erstmals im 15. Jahrhundert urkundlich mit Petrus Unzer als Pfänner zu Halle erwähnt. Eine Verbindung zum Gut Unseburg (Unsenburg) im Süden der Magdeburger Börde kann nicht eindeutig nachgewiesen werden. Sein Sohn Urban wurde ein Barfüßer-Mönch im Kloster zu Halle, während sein Bruder Wilhelm – Pfänner zu Halle und seit 1495 im Stadtrat – 1513 das Untzerische Geistliche Beneficium in der St.-Ulrichs-Kirche stiftete. Dessen Sohn Andreas Unzer wurde Ratsherr im Jahre 1552 und sein Enkelsohn, der hallische Stadtphysicus Matthias Untzer (Untzerus, Unzeri) (1581–1624) erließ im Jahre 1607 die Pestordnung für die Stadt Halle. Er war Angehöriger einer vornehmen Ratsfamilie und konnte sich dementsprechend ein medizinisches Studium an den Universitäten von Leipzig, Tübingen und Padua leisten.
Weitere Nachkommen waren der Hofrat und Landkavalier Johann Christoph Unzer (d’Unzer) (1714–1773), auch Leibarzt des Grafen Christian Ernst zu Stolberg-Wernigerode, verheiratet mit Charlotte Eleonore, Tochter der geb. Gräfin Christiane Luise zu Sayn-Wittgenstein. Die Stiefschwester von Charlotte Eleonore, Sophie Charlotte, heiratete am 31. März 1712 den Grafen Christian Ernst zu Stolberg-Wernigerode. Sein ältester gleichnamiger Sohn Johann Christoph Unzer (1747–1809) wurde ebenfalls ein geschätzter Mediziner und praktizierte eine Zeit lang zusammen mit seinem bekannten Onkel Johann August Unzer (1727–1799) in Altona. Sein jüngerer Bruder Ludwig August Unzer (1748–1774) wurde Dichter und Kunstrichter.
In den Genealogisch-historischen Nachrichten von 1748, Leipzig, wird folgende Begebenheit beschrieben: „Stanislaus Alexander Joseph, Graf von Sulkowski, Koenigl. Pohlnisch- und Kuhr-Saechsischer Kammerherr und General-Major, vermaehlt sich den 16 Jan. 1748 zu Dresden mit Augustina Sibylla Christina, verwitweten von Richard, gebohrnen Unzerin von Unzenburg. Er ist ein Bruder des bekannten Grafens von Sulkowski, der sonst am Dresdnischen Hofe in grossen Ansehen gestanden“.
Moritz Johann Gottlieb Freiherr von Untzer (1765–1821) Landrat und Landkavalier (Chevalier) sowie Landrat des Kreises Bochum und Träger des Ritterkreuzes der französischen Ehrenlegion (Chevalier de la Légion d’Honneur).
Theodora Unzer (1820–1899), eine Enkelin von Johann Christoph Unzer, heiratete 1845 Dr. Georg Julius von Schultz.
Um die Zeit 1857 stand ein Hauptmann von Unzer (von Unser) im koeniglich preussischen 17. Infanterie-Regiment und in Berlin lebte ein Kammergerichtsrath v. Unzer.

## Wappen

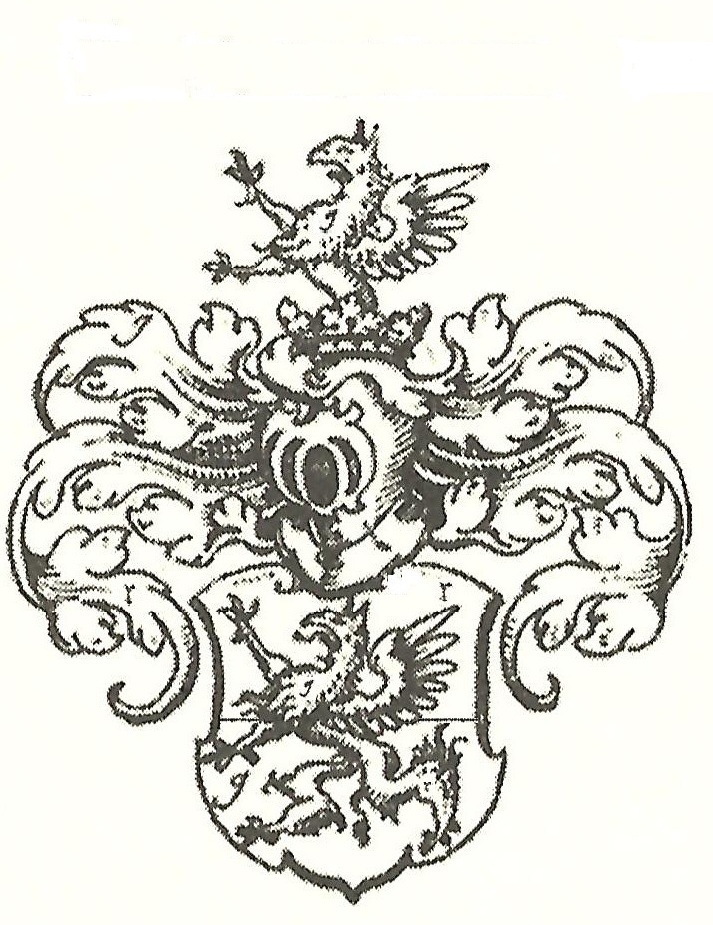
Wappen derer Unzer im Siebmacher

Das Stammwappen des Geschlechts der Unzer zeigt einen Schild von Rot und Gold geteilt, mit einem in Farben verwechselten Greif.
Das jüngere Wappen der Linie, die in die Grafschaft Mark, dann Großherzogtum Berg umsiedelte in Gestalt des Major Moritz Johann Gottlieb Freiherr von Untzer (v. Unser) führte ein Wappen, das einen Schild von Rot und Gold geteilt, mit einem silbernen Greif zeigt.